# Willem Röell (1700-1775)

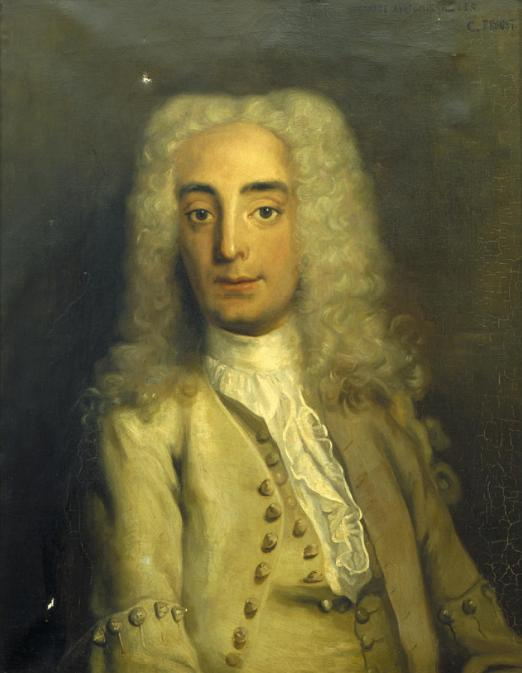
Willem Röell geschilderd door August Le Gras

Willem Röell (Franeker, 12 april 1700 – Utrecht, 27 oktober 1775) was een anatoom en is - als liefhebber en kenner van de plantkunde - de grondlegger van de Keukenhof. Hij werd bewindhebber van de WIC en directeur van de Sociëteit van Suriname. 

## Biografie
Willem (ook wel Guilielmus) Röell was de zoon van Herman Alexander Röell, professor in de theologie aan de Universiteit van Franeker. In 1725 promoveerde hij bij Boerhaave. In 1727 kreeg de toen 89-jarige professor Frederik Ruysch een assistent in de persoon van Röell, die de anatomische colleges voor de chirurgijns overnam bij het Collegium Medicum, het gezelschap van artsen en apothekers. Johannes Burman verzorgde de botanische colleges in de Hortus Botanicus. 
In 1731 werd hij benoemd tot professor in de anatomie en praelector in de chirurgie (docent heelkunde) aan het Athenaeum Illustre van Amsterdam. In 1733 trouwde hij met Elisabeth de Famars. In 1739 kocht hij een huis op Keizersgracht 377, niet ver van de Leidsegracht. In 1735 ontmoette hij Linnaeus, die hij hielp met het opbouwen van de collectie van George Clifford op de Hartekamp bij Heemstede. In 1746 kocht hij zelf een landgoed en bewoonde twintig jaar lang in de zomer Kasteel Keukenhof bij Lisse. 
Als bewindhebber van de WIC noemde hij in 1753 een nieuw te water gelaten schip Keukenhof, dat in 1770 werd 'afgelegd'. In 1754 werd hij benoemd als directeur van de Sociëteit van Suriname. Hij diende 19 jaar en leverde medicijnen en kruiden. Röell bezat een tweetal plantages in de Berbice, in het voormalige Brits Guiana. Röell verwaarloosde zijn colleges en werd in 1762 als anatoom opgevolgd door Petrus Camper. 
In 1774 was hij de enige bewindhebber van de Surinaamse Mineralen Compagnie.